# Canoagem nos Jogos Olímpicos de Verão da Juventude de 2010 - Slalom K1 masculino
As competições de slalom K-1 masculino da canoagem nos Jogos Olímpicos de Verão da Juventude de 2010 foram realizadas nos dias 24 (tomada de tempo, 1ª rodada, repescagem e 3ª rodada) e 25 de agosto (quartas-de-final, semifinais e finais) no Marina Reservoir, em Singapura.

## Medalhistas
| Ouro   | SLO Simon Brus     |
| Prata  | SVK Miroslav Urban |
| Bronze | CZE Jiří Prskavec  |

## Tomada de tempo
| Pos. | Atleta                             | País                    | Tempo           |
| ---- | ---------------------------------- | ----------------------- | --------------- |
| 1    | Simon Brus                         | SLO Eslovênia           | 1:25.57         |
| 2    | Guillaume Bernis                   | FRA França              | 1:27.00         |
| 3    | Miroslav Urban                     | SVK Eslováquia          | 1:28.62         |
| 4    | Jiří Prskavec                      | CZE Chéquia             | 1:29.76         |
| 5    | Scott Smith                        | AUS Austrália           | 1:31.80         |
| 6    | Brandon Wei Cheng Ooi              | SIN Singapura           | 1:33.49         |
| 7    | Andrew Martin                      | GBR Grã-Bretanha        | 1:35.74         |
| 8    | Vasyl Zelnychenko                  | UKR Ucrânia             | 1:36.28         |
| 9    | Íñigo García                       | ESP Espanha             | 1:39.03         |
| 10   | João Silva                         | POR Portugal            | 1:40.42         |
| 11   | Ali Aghamirzaeijenaghrad           | IRI Irã                 | 1:41.01         |
| 12   | Renier Mora Jimenez                | CUB Cuba                | 1:42.48         |
| 13   | Sándor Tótka                       | HUN Hungria             | 1:43.60         |
| 14   | Luke Stowman                       | RSA África do Sul       | 1:44.58         |
| 15   | Igor Kalashnikov                   | RUS Rússia              | 1:47.43         |
| 16   | Andrei Tsarykovich                 | BLR Bielorrússia        | 1:49.24         |
| 17   | Boris Nedyalkov                    | BUL Bulgária            | 1:49.52         |
| 18   | Dipoko Dikongue                    | CMR Camarões            | 1:50.43         |
| 19   | Tom Liebscher                      | GER Alemanha            | 1:53.21         |
| 20   | Wion Welh                          | LBR Libéria             | 2:00.86         |
| 21   | Igor Dolata                        | POL Polônia             | 2:02.45         |
|      | Vanderley Cabral de Assunção Silva | STP São Tomé e Príncipe | Não completou   |
|      | Ruslan Moltaev                     | KGZ Quirguistão         | Desclassificado |
|      | Elvis Sutkus                       | LTU Lituânia            | Não largou      |

## 1ª rodada
Os vencedores avançaram para a 3ª rodada juntamente com o canoísta primeiro colocado na tomada de tempo. Os perdedores foram para a repescagem.
| Atleta               | Tempo   |
| -------------------- | ------- |
| FRA Guillaume Bernis | 1:30.89 |
| POL Igor Dolata      | 2:03.80 |

| Atleta             | Tempo   |
| ------------------ | ------- |
| SVK Miroslav Urban | 1:28.96 |
| LBR Wion Welh      | 2:14.23 |

| Atleta            | Tempo   |
| ----------------- | ------- |
| CZE Jiří Prskavec | 1:29.69 |
| GER Tom Liebscher | 1:40.32 |

| Atleta              | Tempo   |
| ------------------- | ------- |
| AUS Scott Smith     | 1:30.55 |
| CMR Dipoko Dikongue | 1:46.61 |

| Atleta                    | Tempo   |
| ------------------------- | ------- |
| SIN Brandon Wei Cheng Ooi | 1:35.24 |
| BUL Boris Nedyalkov       | 1:49.37 |

| Atleta                 | Tempo   |
| ---------------------- | ------- |
| GBR Andrew Martin      | 1:34.23 |
| BLR Andrei Tsarykovich | 1:43.89 |

| Atleta                | Tempo   |
| --------------------- | ------- |
| UKR Vasyl Zelnychenko | 1:38.25 |
| RUS Igor Kalashnikov  | 1:47.38 |

| Atleta           | Tempo   |
| ---------------- | ------- |
| ESP Íñigo García | 1:38.08 |
| RSA Luke Stowman | 1:54.67 |

| Atleta           | Tempo   |
| ---------------- | ------- |
| POR João Silva   | 1:42.73 |
| HUN Sándor Tótka | 1:45.40 |

| Atleta                       | Tempo   |
| ---------------------------- | ------- |
| IRI Ali Aghamirzaeijenaghrad | 1:39.13 |
| CUB Renier Mora Jimenez      | 1:41.67 |

## 2ª rodada (repescagem)
Os cinco melhores tempos avançaram para a 3ª rodada.
| Atleta            | Tempo   |
| ----------------- | ------- |
| GER Tom Liebscher | 1:39.82 |
| LBR Wion Welh     | 2:11.71 |

| Atleta                  | Tempo   |
| ----------------------- | ------- |
| CUB Renier Mora Jimenez | 1:46.40 |
| POL Igor Dolata         | 1:53.42 |

| Atleta                 | Tempo   |
| ---------------------- | ------- |
| RSA Luke Stowman       | 1:42.91 |
| BLR Andrei Tsarykovich | 1:48.48 |

| Atleta              | Tempo         |
| ------------------- | ------------- |
| HUN Sándor Tótka    | 1:48.85       |
| BUL Boris Nedyalkov | Não completou |

Repescagem 5
| Atleta               | Tempo           |
| -------------------- | --------------- |
| CMR Dipoko Dikongue  | 1:51.10         |
| RUS Igor Kalashnikov | Desclassificado |

## 3ª rodada
Os vencedores avançaram para as quartas-de-final.
| Atleta           | Tempo   |
| ---------------- | ------- |
| SLO Simon Brus   | 1:27.81 |
| HUN Sándor Tótka | 1:43.38 |

| Atleta                 | Tempo   |
| ---------------------- | ------- |
| SVK Miroslav Urban     | 1:30.97 |
| BLR Andrei Tsarykovich | 1:46.62 |

| Atleta                  | Tempo   |
| ----------------------- | ------- |
| CZE Jiří Prskavec       | 1:29.58 |
| CUB Renier Mora Jimenez | 1:49.73 |

| Atleta           | Tempo   |
| ---------------- | ------- |
| AUS Scott Smith  | 1:31.65 |
| RSA Luke Stowman | 1:46.22 |

| Atleta               | Tempo   |
| -------------------- | ------- |
| FRA Guillaume Bernis | 1:29.62 |
| POR João Silva       | 1:41.11 |

| Atleta            | Tempo   |
| ----------------- | ------- |
| GBR Andrew Martin | 1:36.96 |
| GER Tom Liebscher | 1:42.72 |

| Atleta                       | Tempo   |
| ---------------------------- | ------- |
| SIN Brandom Wei Cheng Ooi    | 1:35.80 |
| IRI Ali Aghamirzaeijenaghrad | 1:43.21 |

| Atleta                | Tempo   |
| --------------------- | ------- |
| UKR Vasyl Zelnychenko | 1:36.90 |
| ESP Íñigo García      | 1:43.32 |

## Quartas-de-final
Os vencedores avançaram para as semifinais.
| Atleta            | Tempo   |
| ----------------- | ------- |
| SLO Simon Brus    | 1:25.91 |
| GBR Andrew Martin | 1:35.40 |

| Atleta                | Tempo   |
| --------------------- | ------- |
| CZE Jiří Prskavec     | 1:29.19 |
| UKR Vasyl Zelnychenko | 1:39.04 |

| Atleta                    | Tempo   |
| ------------------------- | ------- |
| FRA Guillaume Bernis      | 1:28.68 |
| SIN Brandon Wei Cheng Ooi | 1:36.92 |

| Atleta             | Tempo   |
| ------------------ | ------- |
| SVK Miroslav Urban | 1:28.02 |
| AUS Scott Smith    | 1:35.57 |

## Semifinais
Os vencedores avançaram para a final e os perdedores para a disputa do bronze.
| Atleta            | Tempo   |
| ----------------- | ------- |
| SLO Simon Brus    | 1:25.44 |
| CZE Jiří Prskavec | 1:27.42 |

| Atleta               | Tempo   |
| -------------------- | ------- |
| SVK Miroslav Urban   | 1:27.42 |
| FRA Guillaume Bernis | 1:27.78 |

## Finais
| Pos.             | Atleta             | Tempo   |
| ---------------- | ------------------ | ------- |
| Medalha de ouro  | SLO Simon Brus     | 1:25.15 |
| Medalha de prata | SVK Miroslav Urban | 1:30.24 |

| Pos.              | Atleta               | Tempo   |
| ----------------- | -------------------- | ------- |
| Medalha de bronze | CZE Jiří Prskavec    | 1:28.23 |
| 4                 | FRA Guillaume Bernis | 1:29.02 |